# Strijen
Strijen est un village qui fait partie de la commune de Hoeksche Waard et une ancienne commune néerlandaise, en province de Hollande-Méridionale.